# Torvilliers
Torvilliers est une commune française, située dans le département de l'Aube en région Grand Est.

## Géographie
|        | Montgueux   |                     |
| Messon | Torvilliers | La Rivière-de-Corps |
| Prugny |             | Saint-Germain       |

Au cadastre de 1809 sont cités : Betton, Briqueterie, Degrés, Folie, les Graies, les moulins à vent de Graies et de Cocu, Montbernange, Mont-Chaut, Nuisement, Vaucelles, Vaumienne, les Voie-Beurre et Hariot et Yerre.

### Hydrographie
La commune est dans la région hydrographique « la Seine de sa source au confluent de l'Oise (exclu) » au sein du bassin Seine-Normandie. Elle n'est drainée par aucun cours d'eau,.

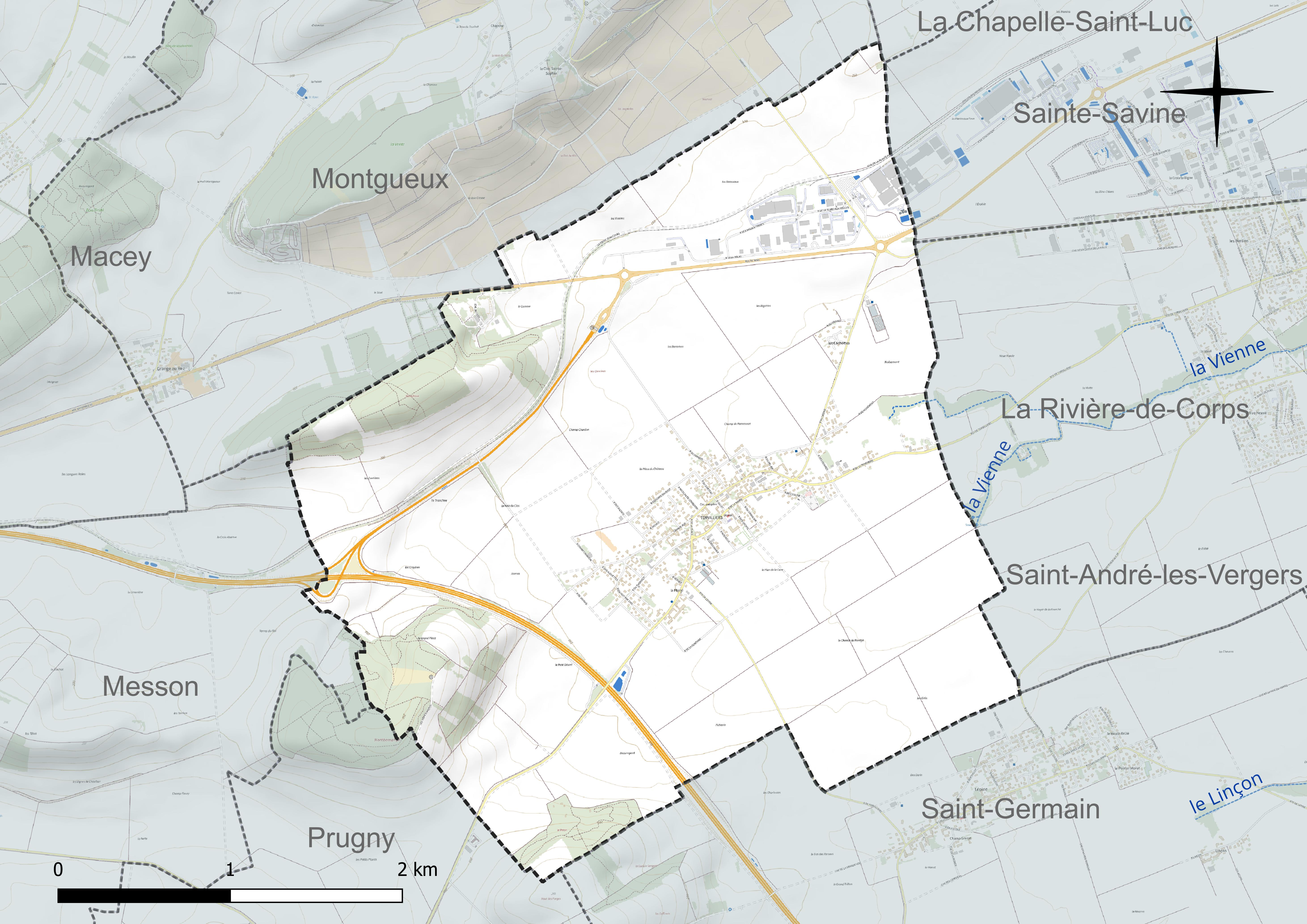
Réseau hydrographique de Torvilliers.

### Climat
Pour des articles plus généraux, voir Climat du Grand Est et Climat de l'Aube.
En 2010, le climat de la commune est de type climat océanique dégradé des plaines du Centre et du Nord, selon une étude du Centre national de la recherche scientifique s'appuyant sur une série de données couvrant la période 1971-2000. En 2020, Météo-France publie une typologie des climats de la France métropolitaine dans laquelle la commune est exposée à un climat océanique altéré et est dans la région climatique  Nord-est du bassin Parisien, caractérisée par un ensoleillement médiocre, une pluviométrie moyenne régulièrement répartie au cours de l’année et un hiver froid (3 °C). 
Pour la période 1971-2000, la température annuelle moyenne est de 10,8 °C, avec une amplitude thermique annuelle de 15,9 °C. Le cumul annuel moyen de précipitations est de 724 mm, avec 12,2 jours de précipitations en janvier et 7,7 jours en juillet. Pour la période 1991-2020, la température moyenne annuelle observée sur la station météorologique de Météo-France la plus proche, « Saint-Pouange », sur la commune de Saint-Pouange à 7 km à vol d'oiseau, est de 11,5 °C et le cumul annuel moyen de précipitations est de 707,5 mm. 
La température maximale relevée sur cette station est de 42,2 °C, atteinte le 24 juillet 2019 ; la température minimale est de −21 °C, atteinte le 9 janvier 1985,,. 
Les paramètres climatiques de la commune ont été estimés pour le milieu du siècle (2041-2070) selon différents scénarios d'émission de gaz à effet de serre à partir des nouvelles projections climatiques de référence DRIAS-2020. Ils sont consultables sur un site dédié publié par Météo-France en novembre 2022.

## Urbanisme

### Typologie
Au 1er janvier 2024, Torvilliers est catégorisée bourg rural, selon la nouvelle grille communale de densité à 7 niveaux définie par l'Insee en 2022.
Elle est située hors unité urbaine. Par ailleurs la commune fait partie de l'aire d'attraction de Troyes, dont elle est une commune de la couronne,. Cette aire, qui regroupe 209 communes, est catégorisée dans les aires de 200 000 à moins de 700 000 habitants,.

### Occupation des sols
L'occupation des sols de la commune, telle qu'elle ressort de la base de données européenne d’occupation biophysique des sols Corine Land Cover (CLC), est marquée par l'importance des territoires agricoles (82,2 % en 2018), en diminution par rapport à 1990 (86,4 %). La répartition détaillée en 2018 est la suivante : 
terres arables (81,5 %), zones urbanisées (6,3 %), forêts (6,3 %), zones industrielles ou commerciales et réseaux de communication (5,3 %), zones agricoles hétérogènes (0,6 %). L'évolution de l’occupation des sols de la commune et de ses infrastructures peut être observée sur les différentes représentations cartographiques du territoire : la carte de Cassini (XVIIIe siècle), la carte d'état-major (1820-1866) et les cartes ou photos aériennes de l'IGN pour la période actuelle (1950 à aujourd'hui).

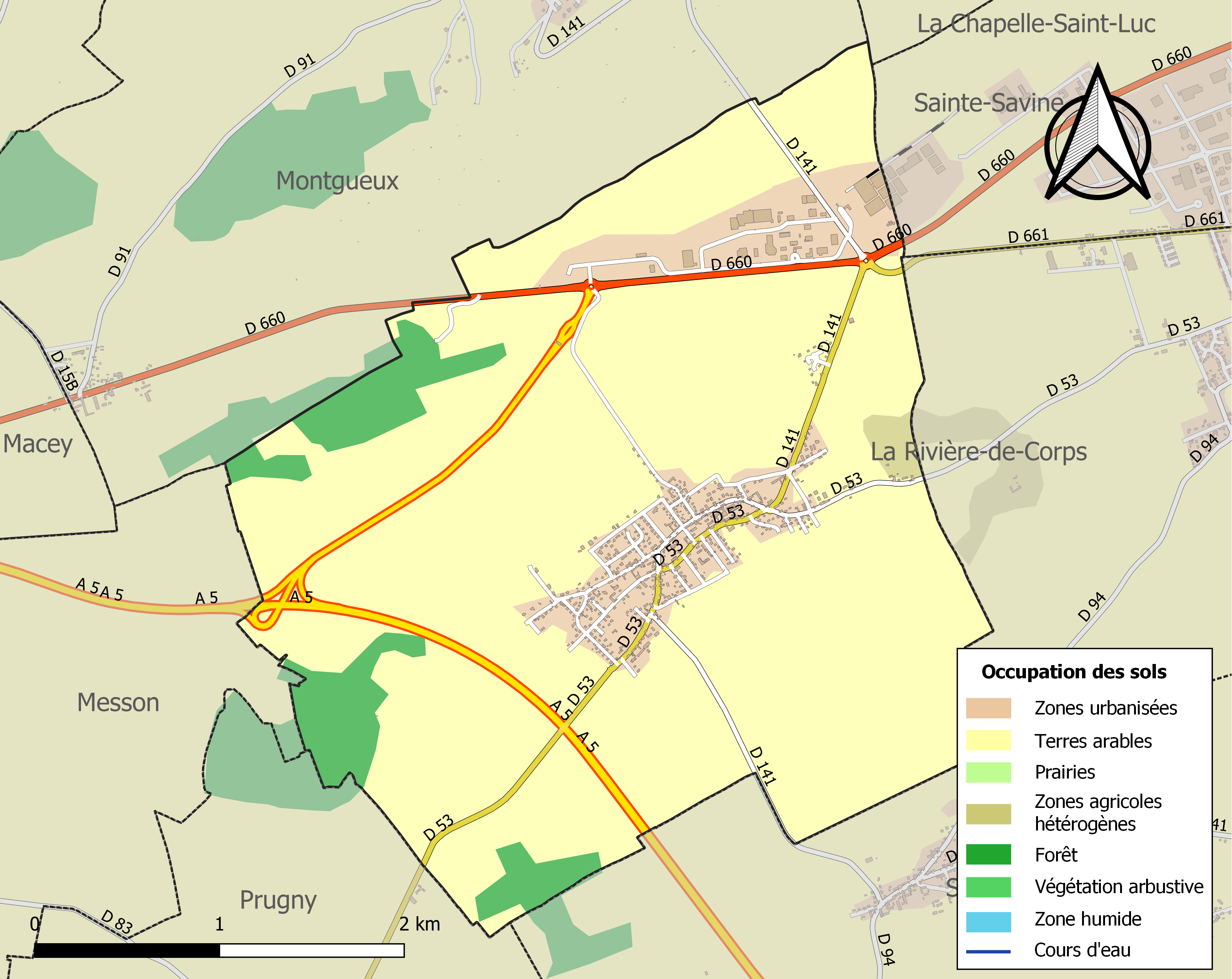
Carte des infrastructures et de l'occupation des sols de la commune en 2018 (CLC).

## Histoire
Des voies passaient au territoire citées dÈs les romains comme Chemin d'Errey qui reprend partiellement la N 60 de Nancy à Orléans, la voie Vauriot ou Vauréau qui relie Troyes à Auxerre. Entre ces deux voies fut trouvé un trésor monétaire de 2 000 pièces du Haut-empire.
Le fief de Torvilliers était au comte de Champagne et quelques seigneurs particuliers y avaient des droits comme Jean de Rumilly en 1233. La seigneurie fut réunie à celle de Sainte-Savine à partir de juin 1659.
En 1789, le village dépendait de l'intendance et la généralité de Châlons, de l'intendance et du bailliage de Troyes.

## Politique et administration
Du 29 janvier au 29 novembre 1790 le village était du canton de Saint-Germain avant de passer à celui de Fontvannes jusqu'au 28 pluviôse an VIII, pour repasser à celui de Saint-Germain. Le 27 fructidor an IX il passait au deuxième canton de Troyes.
| Période                                  | Période  | Identité                                      | Étiquette | Qualité           |
| ---------------------------------------- | -------- | --------------------------------------------- | --------- | ----------------- |
| 1920                                     | 1933     | Alfred Gublin                                 |           |                   |
| 1934                                     | 1944     | MENNERET Isaïe                                |           |                   |
| 1945                                     | 1970     | FRANCOIS Georges                              |           |                   |
| 1971                                     | 1976     | MESLIER Marceau                               |           |                   |
| 1977                                     | 2000     | LORNE Marcel                                  |           |                   |
| 2001                                     | 2005     | Joseph Karkulowski                            |           |                   |
| mars 2005                                | En cours | Bruno Gantelet Réélu pour le mandat 2020-2026 | DVD       | Chef d'entreprise |
| Les données manquantes sont à compléter. |          |                                               |           |                   |

## Démographie
L'évolution du nombre d'habitants est connue à travers les recensements de la population effectués dans la commune depuis 1793. Pour les communes de moins de 10 000 habitants, une enquête de recensement portant sur toute la population est réalisée tous les cinq ans, les populations de référence des années intermédiaires étant quant à elles estimées par interpolation ou extrapolation. Pour la commune, le premier recensement exhaustif entrant dans le cadre du nouveau dispositif a été réalisé en 2007.

En 2022, la commune comptait 1 035 habitants, en évolution de +7,81 % par rapport à 2016 (Aube : +0,7 %, France hors Mayotte : +2,11 %).
| 1793 | 1800 | 1806 | 1821 | 1831 | 1836 | 1841 | 1846 | 1851 |
| ---- | ---- | ---- | ---- | ---- | ---- | ---- | ---- | ---- |
| 460  | 468  | 497  | 433  | 439  | 441  | 441  | 418  | 415  |

| 1856 | 1861 | 1866 | 1872 | 1876 | 1881 | 1886 | 1891 | 1896 |
| ---- | ---- | ---- | ---- | ---- | ---- | ---- | ---- | ---- |
| 408  | 400  | 387  | 396  | 360  | 357  | 374  | 379  | 379  |

| 1901 | 1906 | 1911 | 1921 | 1926 | 1931 | 1936 | 1946 | 1954 |
| ---- | ---- | ---- | ---- | ---- | ---- | ---- | ---- | ---- |
| 361  | 350  | 327  | 311  | 308  | 341  | 315  | 310  | 370  |

| 1962 | 1968 | 1975 | 1982 | 1990 | 1999 | 2006 | 2007 | 2012 |
| ---- | ---- | ---- | ---- | ---- | ---- | ---- | ---- | ---- |
| 333  | 343  | 495  | 589  | 767  | 766  | 829  | 839  | 906  |

| 2017 | 2022  | - | - | - | - | - | - | - |
| ---- | ----- | - | - | - | - | - | - | - |
| 969  | 1 035 | - | - | - | - | - | - | - |

## Héraldique
|  | Les armes de la ville se blasonnent ainsi : D’azur au chevron d’or accompagné en chef de deux tours d’or et en pointe d’une grappe de raisin du même feuillée de sinople. |

## Lieux et monuments

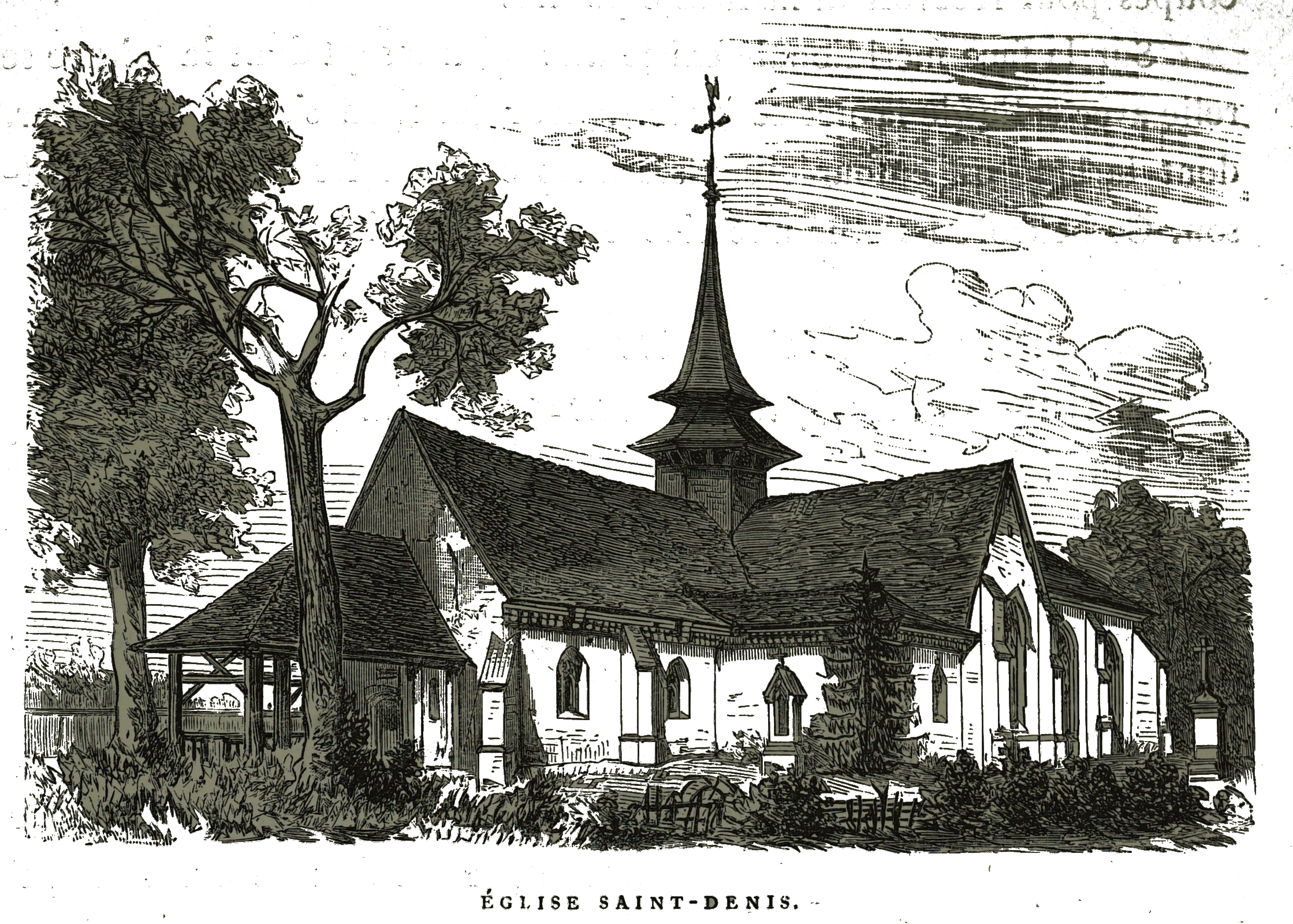
L'église au XIXe siècle par Charles Fichot.

- Église Saint-Denis de Torvilliers.